# Campeonato Mundial de Gimnasia Artística de 1954
El XIII Campeonato Mundial de Gimnasia Artística se celebró en Roma (Italia) entre el 28 de junio y el 1 de julio de 1954 bajo la organización de la Federación Internacional de Gimnasia (FIG) y la Federación Italiana de Gimnasia.

## Resultados

### Masculino
| Evento                 | Oro | Plata | Bronce |
| ---------------------- | --- | --- | --- |
| Concurso completo ind. | Valentin Muratov Unión Soviética / Viktor Chukarin Unión Soviética 115,45                                                                             | | Grant Shaginzhane Unión Soviética 114,60 |
| Suelo                  | Valentin Muratov Unión Soviética / Masao Takemoto Japón 19,25                                                                                         | | William Thoresson · Suecia · 19,20 |
| Caballo con arcos      | Grant Shaginzhane Unión Soviética 19,30 | Joseph Stalder · Suiza · 19,25                                                                                  | Viktor Chukarin Unión Soviética 19,20 |
| Anillas                | Albert Azarian Unión Soviética 19,75 | Yevgeni Korolkov Unión Soviética 19,55                                                                          | Valentin Muratov Unión Soviética 19,50 |
| Salto de potro         | Leo Sotornik Checoslovaquia 19,25 | Helmut Bantz · Alemania · 19,20                                                                                 | Sergei Diayani Unión Soviética 19,10 |
| Paralelas              | Viktor Chukarin Unión Soviética 19,60 | Joseph Stalder · Suiza · 19,55                                                                                  | Masao Takemoto · Japón / · Hans Eugster · Suiza / · Helmut Bantz · Alemania · 19,40                                                                         |
| Barra fija             | Valentin Muratov Unión Soviética 19,70 | Helmut Bantz · Alemania / · Boris Shakhlin · Unión Soviética · 19,40                                            | |
| Concurso por equipos   | Unión Soviética Albert Azaryan Viktor Chukarin Sergei Dzhayani Yevgeni Korolkov Valentin Muratov Hrant Shahinyan Boris Shakhlin Ivan Vostrikov 689,90 | Japón Akitomo Kaneko Akira Kono Masami Kubota Tetsumi Nabeya Takashi Ono Yoshiyuki Oshima Masao Takemoto 673,25 | Suiza · Hans Bründler · Oswald Bühler · Hans Eugster · Jack Günthard · Hans Schwartzentruber · Joseph Stalder · Melchior Thalmann · Jean Tschabold · 671,55 |

### Femenino
| Evento                 | Oro | Plata | Bronce |
| ---------------------- | --- | --- | --- |
| Concurso completo ind. | Galina Rudiko Unión Soviética 75,68 pts. | Eva Bosáková Checoslovaquia 75,11 pts. | Helena Rakoczy · Polonia · 74,37 pts. |
| Suelo                  | Tamara Manina Unión Soviética 19,39 | Eva Bosáková Checoslovaquia 19,16 | Maria Gorokhovskaya Unión Soviética 19,12 |
| Salto de potro         | Tamara Manina · Unión Soviética / · Anna Petersson · Suecia · 18,96                                                                                     | | Evy Berggren · Suecia · 18,93 |
| Barras asimétricas     | Agnes Keleti · Hungría · 19,46 | Galina Rudiko Unión Soviética 19,33 | Helena Rakoczy · Polonia · 19,20 |
| Barra                  | Keiko Tanaka Japón 18,89 | Eva Bosáková Checoslovaquia 18,76 | Agnes Keleti · Hungría · 18,72 |
| Concurso por equipos   | Unión Soviética Nina Bocharova Pelageya Danilova Maria Gorokhovskaya Larisa Latynina Tamara Manina Sofia Muratova Galina Rudiko Galina Sarabidze 524,31 | Hungría · Eva Banati · Ilona Bánhegyi Milanovits · Irén Daruházi-Karcsics · Erzsébet Gulyás-Köteles · Ágnes Keleti · Alice Kertész · Olga Lemhényi-Tass · Edit Perényi-Weckinger · 518,28 | Checoslovaquia Eva Bosáková Miroslava Brdičková Alena Chadimová Věra Drazdíková Zdena Lizkova Anna Marejková Alena Reichová Věra Vančurová 511,75 |

## Medallero
| Núm. | País           | Oro | Plata | Bronce | Total |
| ---- | -------------- | --- | ----- | ------ | ----- |
| 1    | URSS           | 12  | 3     | 5      | 20    |
| 2    | Japón          | 2   | 1     | 1      | 4     |
| 3    | Checoslovaquia | 1   | 3     | 1      | 5     |
| 4    | Hungría        | 1   | 1     | 1      | 3     |
| 5    | Suecia         | 1   | 0     | 2      | 3     |
| 6    | Suiza          | 0   | 2     | 2      | 4     |
| 7    | Alemania       | 0   | 2     | 1      | 3     |
| 8    | Polonia        | 0   | 0     | 2      | 2     |
|      | TOTAL          | 17  | 12    | 15     | 44    |